# Alexandre do Nascimento
Alexandre do Nascimento, O.P., GCC (Malanje, 1 de março de 1925 – Luanda, 28 de setembro de 2024) foi um cardeal católico angolano, arcebispo-emérito de Luanda.

## Biografia
Estudou no Seminário de Bângalas, depois no Seminário de Malanje, e posteriormente no Seminário de Luanda. Em 1948, foi enviado para estudar na Pontifícia Universidade Gregoriana de Roma, onde obteve o bacharelado em filosofia e a licenciatura em teologia. Assim, foi ordenado padre em 20 de dezembro de 1952, por Luigi Traglia, então arcebispo-titular de Cesareia da Palestina, vice-gerente da Diocese de Roma. Logo depois, tornou-se professor de teologia dogmática no Seminário Maior Arquidiocesano do Sagrado Coração de Jesus em Luanda e redator-chefe do jornal católico "O Apostolado", entre os anos de 1953 e 1956.
Por nomeação de Dom Moisés Alves de Pinho, exerceu a função de pregador da Sé Catedral, de 1956 a 1961, ano este em que começou a Guerra Civil Angolana. Monsenhor Manuel Joaquim Mendes das Neves o procura e consegue apoio e financiamento para as ações ocorridas em Luanda em fevereiro de 1961.
Em função disto e de suas relações em defesa dos direitos trabalhistas e direitos humanos em Angola desde 1957, fica implicado no "Processo dos Padres", um conjunto de decisões repressivas contra a liberdade religiosa levada a cabo pelo governo salazarista contra religiosos considerados subversivos, com vistas a intimidação e silenciamento de sacerdotes católicos e pastores protestantes nacionalistas e militantes dos direitos humanos em Angola, agindo com métodos de deportação, reclusão e difamação. A autoridade politica portuguesa o forçou a fixar residência em Lisboa de onde voltaria dez anos depois, e onde estudou direito civil na Universidade de Lisboa.
Em 10 de agosto de 1975, foi nomeado bispo de Malanje, sendo ordenado em 31 de agosto de 1975, na Catedral de Luanda, por Giovanni De Andrea, arcebispo-titular de Aquaviva e delegado apostólico em Angola, tendo como co-sagrantes a Dom Manuel Nunes Gabriel, arcebispo de Luanda e por Dom Eduardo André Muaca, arcebispo-titular de Tagarbala e arcebispo-coadjutor de Luanda. Em 3 de fevereiro 1977, foi promovido a Arcebispo Metropolitano de Lubango, sendo também administrador apostólico ad nutum Sanctæ Sedis da Diocese de Ondijiva.
Em 15 de outubro de 1982, durante uma visita pastoral, foi sequestrado por militantes da União Nacional para a Independência Total de Angola (UNITA). O Papa João Paulo II apelou por sua liberdade durante o Angelus do domingo dia 31 de outubro; ele foi libertado no dia 16 de novembro seguinte.
Em 5 de janeiro de 1983, foi anunciada a sua criação como cardeal pelo Papa João Paulo II, no Consistório de 2 de fevereiro, em que recebeu o barrete vermelho e o título de cardeal-presbítero de São Marcos em Agro Laurentino.
Foi transferido para a Arquidiocese de Luanda em 16 de fevereiro de 1986, renunciando ao governo pastoral da arquidiocese em 23 de janeiro de 2001. Perdeu o direito de participar dos conclaves aos 80 anos, completados em 1 de março de 2005. 
Foi, também, presidente da Conferência Episcopal de Angola e São Tomé, entre 1990 e 1997. 
Em 5 de junho de 2015 ingressou na Ordem dos Pregadores.
Nascimento faleceu em 28 de setembro de 2024, aos 99 anos
Na época de sua morte era o mais idoso membro do Colégio dos Cardeais.

## Conclaves
- Conclave de 2005 - participou do conclave para a eleição do Papa Bento XVI, mas não tinha direito ao voto, já que na época tinha mais de 80 anos.
- Conclave de 2013 - participou do conclave para a eleição do Papa Francisco, mas não tinha direito ao voto, já que na época tinha mais de 80 anos.

## Homenagens
- Grã-Cruz da Ordem de Cristo, entregue na Embaixada Portuguesa de Luanda, em 19 de julho de 2010.[11][12]
- Doutoramento Honoris Causa pela Universidade Católica de Angola (2019).

## Obras publicadas
- Após 15 anos, uma hora verdadeiramente eucarística nas ruas de Luanda : alocução feita no termo da procissão do corpo de Deus
- Caminhos da Esperança
- Como eu li o Livro de Rute
- Diário íntimo e outros escritos de piedade
- Do Conceito da Civilização e suas Incidências
- Do homem sem fé – suas possibilidades e Limites – Segundo Francisco Suarez
- Escritos pastorais
- Experiência constitucional angolana e a justificação dos direitos fundamentais
- Livro de ritmos
- Meditações para o ano Santo
- Pequeno livro de Nossa Senhora
- Sobre o belo e a Moral